# Yonezawa
Yonezawa (米沢市, Yonezawa-shi) est une ville de la préfecture de Yamagata, dans le nord de l'île de Honshū, au Japon.

## Géographie

### Situation
Yonezawa est située dans le sud de la préfecture de Niigata. Le mont Nishiazuma se trouve au sud-est de la ville.

### Démographie
En août 2019, la population de la ville de Yonezawa était de 82 114 habitants répartis sur une superficie de 548,51 km2.

## Histoire
La ville moderne de Yonezawa a été fondée le 1er avril 1889.

## Culture locale et patrimoine
Le château de Yonezawa se trouve au centre de la ville.
Yonezawa est connue pour ses spécialités gastronomiques mettant en valeur le bœuf du même nom.

## Transports
Yonezawa est desservie par la ligne Shinkansen Yamagata à la gare de Yonezawa. La ville est également desservie par les lignes Ōu et Yonesaka.

## Jumelage
Yonezawa est jumelée avec :
- Taubaté (Brésil)
- Moses Lake (États-Unis)

## Personnalités liées à la ville
- Itō Chūta (1867-1954), architecte
- Chūichi Nagumo (1887-1944), amiral
- Hiroaki Abe (1889-1949), amiral
- Eikō Hosoe (1933-2024), photographe
- Hiroshi Masumura (né en 1952), mangaka